# 역기

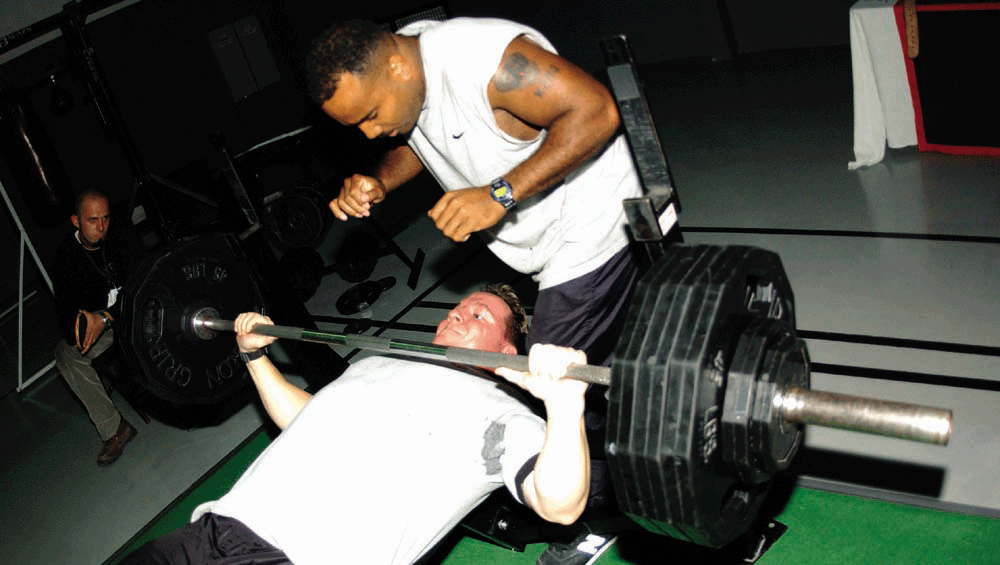
벤치 프레스

역기(力器, 문화어: 력기) 또는 바벨(barbell)은 역도 운동을 비롯한 웨이트 트레이닝에서 쓰이는 운동 기구의 일종이다. 120cm~210cm 길이의 막대(샤프트)에 여러 무게의 철제 원반(플레이트)를 끼워 사용한다.
역기를 활용한 대표적인 훈련 기법으로 벤치 프레스가 있다.

## 같이 보기
- 아령 (덤벨)